# هولگر سیتز
هولگر سیتز (انگلیسی: Holger Seitz؛ زادهٔ ۹ اکتبر ۱۹۷۴) بازیکن فوتبال اهل آلمان است.
از باشگاه‌هایی که در آن بازی کرده‌است می‌توان به باشگاه فوتبال گروتر فورث، باشگاه فوتبال بایرن مونیخ، باشگاه فوتبال کارلسروهه، باشگاه فوتبال دارمشتات ۹۸، و باشگاه فوتبال نورنبرگ اشاره کرد.